# Cinturão Bíblico (Países Baixos)

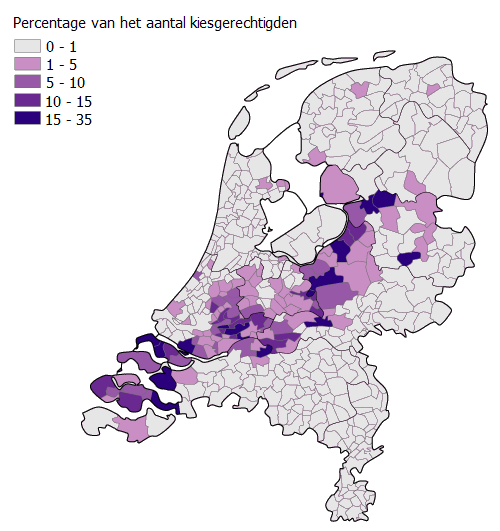
Distribuição de eleitores de Partido Político Reformado nas eleições gerais nos Países Baixos em 2010 eleição

O Cinturão Bíblico (neerlandês: Bijbelgordel, Biblebelt) é uma faixa de terra nos Países Baixos com uma alta concentração de protestantes calvinistas ortodoxos. Embora o termo seja de origem recente (dado por analogia com o Cinturão Bíblico dos Estados Unidos), o Cinturão Bíblico neerlandês existe há muitas gerações.